# Gustavo Munúa
Gustavo Adolofo Munúa Vera (* 27. Januar 1978 in Montevideo) ist ein ehemaliger uruguayischer Fußballtorhüter und derzeitiger Trainer.

## Spielerkarriere

### Vereine
Munúa begann seine Karriere bei Uruguays Serienmeister Nacional Montevideo, wo er 1997 debütierte. Mit dem Club gewann er in den Jahren 1998, 2000 und 2001 unter Trainer Hugo De León, sowie 2002 trainiert von Daniel Carreño die Landesmeisterschaft. Mit 963 Minuten hält er den Rekord in Uruguay mit der längsten Zeit ohne Gegentor. Außerdem ist er der erste Torwart gewesen, der in Uruguays Profifußball ein Tor erzielt hat (ein Freistoßtor in der Liga gegen Central Español). Des Weiteren gehen einige Elfmetertreffer auf sein Konto. Er spielte auch zahlreiche Partien im wichtigsten Wettbewerb des südamerikanischen Clubfußballs, der Copa Libertadores. 2003 wurde er mit großen Erwartungen von Deportivo La Coruña verpflichtet, wo er bis 2009 spielte. Den Großteil seiner Zeit musste er auf der Bank verbringen, in der Saison 2007/08 konnte er sich nach einigen Patzern von Konkurrent Dudu Aouate den Stammplatz im Tor der Galicier erkämpfen.
Er war bei Deportivo zuletzt durch eine Schlägerei mit dem Israeli Dudu Aouate aufgefallen. Laut Medienberichten führte diese Schlägerei zu einem Gerichtsverfahren, in dem Munúa zu einer halbjährigen Gefängnisstrafe verurteilt wurde, die jedoch gegen Zahlung einer Geldstrafe von 3.600 Euro optional abwendbar war.
Mitte 2009 unterzeichnete er beim FC Málaga, bei dem er sich in kurzer Zeit als Stammtorhüter etablieren konnte. Schon nach einem Jahr wechselte er zu UD Levante, in dessen Reihen er seit dem 6. August 2010 stand und für den er 86 Ligaspiele absolvierte. Im Juni 2013 wechselte er zum AC Florenz.
In Florenz nahm er jedoch in der Liga nur die Ersatztorhüterrolle hinter dem Brasilianer Neto wahr. Allerdings lief er zweimal in der Europa League auf. Im Januar 2014 kehrte Munúa nach Uruguay zurück und schloss sich seinem früheren Arbeitgeber Nacional Montevideo an. Dort kam er in der Spielzeit 2013/14 in allen 15 Ligaspielen der Clausura zum Einsatz und bestritt fünf Partien der Copa Libertadores 2014. In der Saison 2014/15 gewann er mit Nacional die Meisterschaft und wurde in 27 Erstligaspielen und zwei Partien der Copa Libertadores 2015 eingesetzt. Anschließend beendete er seine aktive Karriere.

### Nationalmannschaft
Munúa nahm mit der uruguayischen U-20-Auswahl an der U-20-Südamerikameisterschaft 1997 teil und belegte mit der Mannschaft den vierten Rang. Im Verlaufe des Turniers wurde er von Trainer Víctor Púa siebenmal eingesetzt. Auch konnte er 1997 das Finale der U20-Weltmeisterschaft mit diesem Team erreichen und wurde Vize-Weltmeister. Er spielte auch für die A-Nationalmannschaft Uruguays. Insgesamt absolvierte er von seinem Debüt am 24. Mai 1998 bis zu seinem letzten Einsatz am 6. Juni 2004 22 Länderspiele für Uruguay, bei denen er 35 Treffer hinnehmen musste. Er zählte bei der Copa América 2001 zum Kader und bestritt dort vier Turnierspiele. Auch nahm er an der WM 2002 teil, wurde jedoch nicht eingesetzt. Außerdem spielte er während der Qualifikation zur WM 2006.

### Erfolge
- Uruguayischer Meister: 1998, 2000, 2001, 2002, 2014/15
- U-20-Vizeweltmeister: 1997

## Trainerlaufbahn
Am 30. Juni 2015 wurde Munúa in Nachfolge des nach Saudi-Arabien gewechselten Meistertrainers Álvaro Gutiérrez als neuer Cheftrainer Nacional Montevideos offiziell vorgestellt. Im Juni 2016 beendeten Munúa und der Verein die Zusammenarbeit. Ab Januar 2017 war er Trainer bei LDU Quito in Ecuador. Dort wurde er im Juli desselben Jahres entlassen und trat im November einen neuen Trainerposten in Spanien an. Anschließend kehrte er zu Nacional Montevideo und nahm im September 2021 das Angebot aus Argentinien von Unión de Santa Fe an. Von Juli bis November 2023 stand Munúa als Hauptverantwortlicher bei Real Murcia in Spanien an der Seitenlinie. Rund ein Jahr später hatte er ein Engagement beim CA Banfield, dass im November endete.